# Гетц, Кай Алекс Вадимович
Кай А́лекс Вади́мович Гетц (род. 28 августа 2007, Москва, Россия) — российский киноактёр.

## Биография
Кай Гетц родился 28 августа 2007 года в Москве. Предков мальчиков по отцовской линии, немцев по национальности, в сталинские времена депортировали в Казахстан. В 1990-х годах бабушка Кая с сыновьями репатриировалась в Германию. Но уже через год отец мальчика вернулся в Россию.
Первой ролью Гетца в кино стало участие в мини-сериале «И шарик вернется…», премьера которого состоялась в 2015 году на телеканале «Россия-1».
В 7 лет мальчик дебютировал в театре. Он сыграл роль Феди Лямина в постановке «Леди Макбет Мценского уезда» режиссёра Александра Мохова на сцене театра Олега Табакова.
В фильме 2015 года «8 новых свиданий» он снимался вместе с будущим президентом Украины Владимиром Зеленским, которого Гетц охарактеризовал как «отзывчивого и доброго парня».
В мини-сериале «Валькины несчастья», вышедшем в 2016 году, Кай снялся вместе со своим младшим братом — они сыграли сыновей главных героев.
В 2019 году сыграл главную роль в клипе «Где бы ты ни был» режиссёра Олега Трофима для группы «Синекдоха Монток».
В вышедшем в 2021 году фильме «Скажи ей» Гетц сыграл главную роль — мальчика Сашу, чьи родители разводятся и делят сына между собой. На кастинге в этому фильму его выбрали среди более 500 других претендентов. По словам режиссёра фильма Александра Молочникова Кай — «очень талантливый, способный и ответственный актёр». В этом же году ещё одна главная роль досталось ему в комедийном сериале «Жена олигарха».
В 2023 году главную роль он получил и в «Гром: Трудное детство» — приквеле супергеройского фильма «Майор Гром: Чумной Доктор».
В 2024 года на платформе Wink вышел сериал «Недетское кино», в котором он сыграл одного из школьников, открывших временной портал.
Гетц свободно говорит на английском языке, занимается восточными единоборствами, хип-хопом и брейк-дансом, а также любит читать.

## Фильмография
| Год  |    | Название                           | Роль                         |
| ---- | -- | ---------------------------------- | ---------------------------- |
| 2025 | с  | ВИА «Васильки»                     | Роман                        |
| 2024 | ф  | Пророк. История Александра Пушкина | Молодой Пушкин               |
| 2024 | с  | Развод по расчёту                  | Фёдор                        |
| 2023 | ф  | Гром: Трудное детство              | Игорь Гром                   |
| 2023 | с  | Недетское кино                     | Даня                         |
| 2023 | с  | Оффлайн                            | Влад                         |
| 2022 | с  | ВСЛУХ!                             | Имя персонажа не указано     |
| 2022 | с  | Монастырь                          | Витя                         |
| 2021 | с  | Пищеблок                           | мальчик                      |
| 2021 | с  | Жена олигарха                      | Марк                         |
| 2021 | ф  | Чернобыль                          | Имя персонажа не указано     |
| 2020 | ф  | Скажи ей                           | Саша                         |
| 2020 | с  | Зона комфорта                      | Артём Костров                |
| 2019 | с  | В клетке                           | Тимофей                      |
| 2019 | ф  | Линия жизни                        | Антошка, сын Алины и Василия |
| 2019 | ф  | Где бы ты ни был                   | Имя персонажа не указано     |
| 2016 | мс | Валькины несчастья                 | Пашка                        |
| 2016 | ф  | Коробка                            | Алёша                        |
| 2015 | ф  | 8 новых свиданий                   | Кирилл                       |
| 2015 | ф  | Переход                            | Ангел                        |
| 2014 | ф  | В спорте только девушки            | Имя персонажа не указано     |
| 2014 | с  | Улыбка пересмешника                | Имя персонажа не указано     |
| 2014 | с  | Паутина                            | Имя персонажа не указано     |
| 2013 | с  | И шарик вернётся                   | Дима                         |

## Семья
- Мать — Екатерина Гетц, продюсер рекламные проекты[1]
- Отец — Вадим Гетц, режиссёр
- Брат — Тим Стефан (род. 2010)